# Onkabetse Makgantai
Onkabetse Makgantai (ur. 1 lipca 1995 w Selebi-Pikwe) – botswański piłkarz grający na pozycji napastnika. Od 2022 jest zawodnikiem klubu Gaborone United.

## Kariera klubowa
Swoją karierę Makgantai rozpoczął w klubie Nico United SC. W sezonie 2013/2014 zadebiutował w jego barwach w pierwszej lidze botswańskiej. Na początku 2016 roku przeszedł do Orapa United FC, a latem 2016 do kongijskiego AS Vita Club, z którym w sezonie 2016/2017 wywalczył wicemistrzostwo Demokratycznej Republiki Konga. W sezonie 2017/2018 ponownie grał w Orapa United, a w sezonie 2018/2019 był zawodnikiem południowoafrykańskiego Baroka FC. W latach 2019–2022 grał w Orapa United, a latem 2022 przeszedł do Gaborone United.

## Kariera reprezentacyjna
W reprezentacji Botswany Makgantai zadebiutował 14 lipca 2014 w wygranym 2:0 towarzyskim meczu z Lesotho. W debiucie strzelił gola.